# Хикару Сулу
Хикару Сулу е литературен герой от вселената на Стар Трек, и по-точно от Стар Трек: Оригиналният сериал. Ролята се изпълнява от Джордж Такей.

## Биография
Лейтенант Сулу е мичман на борда на Ентърпрайз.
Хикару Сулу е роден през 2237 г. на планетата Земя в Сан Франциско.
Той е назначен на 'Ентърпрайз като биолог през 2265 г., като на следващата година става мичман. Хикару обича фехтовка, древни оръжия и ботаника.
Реализира своята мечта през 2290 г.: става капитан на Екселсиор.
Сулу и неговият кораб изиграват важна роля за прекратяването на войната между Федерацията и Клингонците през 2293 г.
Сулу има дъщеря, Демора Сулу, която служи на борда на Ентърпрайз-B.